# Fibrosis mediastínica
La fibrosis mediastínica es una enfermedad poco frecuente que se caracteriza por la proliferación de tejido fibroso en la región del mediastino. Existen formas focales y difusas, los síntomas se producen por compresión de estructuras adyacentes: esófago, tráquea, nervio recurrente y vena cava superior, provocando en este último caso el síndrome de la vena cava superior.

## Causas
La causa es desconocida en la mayor parte de las ocasiones. A veces puede ser consecuencia de otros procesos como histoplasmosis, lupus eritematoso sistémico, síndrome de Sjögren, algunos fármacos como la metisergida, alfametildopa, hidralacina, bromocriptina, y determinados medicamentos antineoplásicos. Puede asociarse a otras enfermedades fibrosantes, como la fibrosis retroperitoneal, fibrosis mesentérica, enfermedad de Peyronie y enfermedad de Dupuytren.

## Pronóstico
Aunque pueden presentarse complicaciones, el pronóstico en general es benigno.